# Emanuel Felisberto de Saboia (1731–1735)
Emanuel Felisberto de Saboia (Turim, 17 de maio de 1731 - Turim, 23 de abril de 1735) foi um príncipe da Casa de Saboia e duque de Aosta. Ele nasceu durante o reinado de seu pai, o rei Carlos Emanuel III da Sardenha.